# Campeonato Maranhense de Futebol Feminino de 2023
O Campeonato Maranhense de Futebol Feminino de 2023, ou Campeonato Maranhense de Futebol Feminino Amador de 2023 , foi à 19ª edição da principal competição estadual feminina. À competição foi disputada por sete equipes, e organizada pela entidade máxima do futebol maranhense, á Federação Maranhense de Futebol (FMF). 
O Campeonato Maranhense de Futebol Feminino, começou em 26 de agosto e finalizou em 8 de dezembro de 2023, às partidas das finais foram realizadas no Estádio Nhozinho Santos, o IAPE empatou com o Sampaio Corrêa na primeira e segunda partida, à partida de volta para definir o título, ficou novamente em um placar de igualdade em 1a1, em segunda partida realizada no município de São Luís, até se encerrar o tempo regulamentar, assim à decisão do título foi diretamente para às disputas de penalidades máximas, terminando  com a vitória do IAPE, que converteu das cinco cobranças, quatro cobranças, enquanto o Sampaio Corrêa sou acertou duas cobranças, terminando  com à taça de campeã maranhense, à bicampeã estadual equipe visitante do IAPE, foi representante da FMF em competições nacionais femininas organizadas oficialmente pela CBF incluindo à sua vaga e participação encaminhada para o Brasileirão Feminino Série A3 de 2024.

## Regulamento

### Primeira Fase inicial
A Primeira Fase do campeonato estadual feminino, formado em um único grupo com sete clubes que incluirão às suas presenças, os setes clubes se enfrentarão em seis partidas, totalizando sete rodadas. Para definir às quatro melhores campanhas da fase inicial classificatória, incluindo o primeiro ao quatro colocado encaminharão às suas vagas para às semifinais do campeonato estadual.

### Segunda Fase ou Semifinal
A Segunda Fase ou Semifinal será dividida em duas chaves, A e B, com base no resultado classificatório da primeira fase, à segunda fase será disputada por quatro equipes, sendo organizados os confrontos com partidas únicas, no confronto da chave A foi distribuído e disputado pelo primeiro colocado versus quarto colocado, enquanto à chave B foi distribuído e disputado pelo segundo colocado versus teceiro colocado, o primeiro e o segundo colocado, disputaram as suas respectivas duas partidas decisiva única como mandantes, caso na hipótese aconteça empate, à equipe que possuí melhor desempenho na fase inicial classifica-se, sendo uns dos finalistas do campeonato maranhense feminino.

### Teceira fase ou Final
A Teceira fase ou Final será disputada pelos dois vencedores das chaves A e B da semifinal, com partidas de ida e volta, para critérios de classificação de mando de partida o clube com menos pontos ganhos e conquistados decidirá à primeira partida da decisão, portanto o clube que possui à melhor campanha somando pontos na primeira e segunda fase decidirá à segunda partida decisiva do título realizado em estádio escolhido do mandante de ambos os clubes, neste segundo resultado será conhecido e consagrado a campeã e vencedora associação estadual feminina.
Critérios de desempates
1. Maior número de vitórias;
2. Maior saldo de gols;
3. Maior número de gols pró;
4. Menor número de cartões amarelos;
5. Menor número de cartões vermelhos;
6. Sorteio;

## Primeira fase
| Pos | Equipe              | Pts | J | V | E | D | GP | GC | SG  | Classificação ou descenso |  | SCO | JUV  | IAP  | PAC  | PRE  | CEF | EXP  |
| --- | ------------------- | --- | - | - | - | - | -- | -- | --- | ------------------------- |  | --- | ---- | ---- | ---- | ---- | --- | ---- |
| 1   | Sampaio Corrêa      | 16  | 6 | 5 | 1 | 0 | 37 | 2  | +35 | Fase Final                |  | —   |      |      |      | 7–0  | 8–1 | 12–0 |
| 2   | Juventude Timonense | 13  | 6 | 4 | 1 | 1 | 8  | 7  | +1  | Fase Final                |  | 0–5 | —    | 1–0  | 3–0* |      |     |      |
| 3   | IAPE                | 12  | 6 | 4 | 0 | 2 | 21 | 9  | +12 | Fase Final                |  | 0–4 |      | —    |      | 3–0* | 5–1 |      |
| 4   | Pinheiro            | 10  | 6 | 3 | 1 | 2 | 11 | 7  | +4  | Fase Final                |  | 1–1 |      | 1–2  | —    |      | 4–1 |      |
| 5   | Presidente Médici   | 6   | 6 | 2 | 0 | 4 | 5  | 13 | −8  |                           |  |     | 0–1  |      | 0–2  | —    |     | 3–0* |
| 6   | CEFAMA              | 3   | 6 | 1 | 0 | 5 | 5  | 21 | −16 |                           |  | 0–1 |      |      | 0–2  | —    | 2–1 |      |
| 7   | Expressinho         | 1   | 6 | 0 | 1 | 5 | 5  | 33 | −28 |                           |  | 2–2 | 2–11 | 0–3* |      |      | —   |      |

- * W.O. todas as partidas terminandas com W.O., com resultado de 3–0, equipes que sofrem a derrota em conotação de resultados, por desistência de participação nas partidas realizadas no calendário definido e assegurado.

## Fase final
Em itálico, os times que possuem o mando de campo no confronto e em negrito os times classificados.
|  | Semifinais 25 de novembro | Semifinais 25 de novembro |   |                | Final 3 à 8 de dezembro | Final 3 à 8 de dezembro | Final 3 à 8 de dezembro | Final 3 à 8 de dezembro |
|  |                           |                           |   |                |                         |                         |                         |                         |
|  | Sampaio Corrêa            | 5                         |   |                |                         |                         |                         |                         |
|  | Pinheiro                  | 1                         |   |                |                         |                         |                         |                         |
|  | Pinheiro                  | 1                         |   | Sampaio Corrêa | 0                       | 1                       | 1 (2)                   |                         |
|  |                           |                           |   | Sampaio Corrêa | 0                       | 1                       | 1 (2)                   |                         |
|  |                           | IAPE (pen)                | 0 | 1              | 1 (4)                   |                         |                         |                         |
|  | Juventude Timonense       | IAPE (pen)                | 0 | 1              | 1 (4)                   | 0                       |                         |                         |
|  | Juventude Timonense       |                           |   |                |                         | 0                       |                         |                         |
|  | IAPE                      | 3                         |   |                |                         |                         |                         |                         |

### Semifinal
| 25 de novembro de 2023 | Juventude Timonense | 0 – 3  | IAPE                        | Batistão, Matões              |
| 09:00 (UTC−3)          |                     | Súmula | Thaisa 2' · Ingrid 12', 85' | Árbitro: MA José Marcos Rocha |

| 25 de novembro de 2023 | Sampaio Corrêa                                                          | 5 – 1  | Pinheiro   | Nhozinho Santos, São Luís                  |
| 15:00 (UTC−3)          | Franciele 2' · Manuela 45+5' (pen), 69' (pen) · Jaqueline 58' · Bia 72' | Súmula | Miryam 82' | Árbitro: MA Marcos Vinicius Muniz Teixeira |

### Final
Partida de ida
| 3 de dezembro de 2023 | Sampaio Corrêa | 0 – 0  | Sampaio Corrêa | Nhozinho Santos, São Luís      |
| 15:15 (UTC−3)         |                | Súmula |                | Árbitro: MA Maykon Matos Nunes |

| IAPE | Sampaio C. |

Partida de volta
| 8 de dezembro de 2023 | Sampaio Corrêa | 1 – 1  | IAPE         | Nhozinho Santos, São Luís        |
| 15:15 (UTC−3)         | Joicy 56'      | Súmula | Thawanne 54' | Árbitro: MA Wallas Martins Lopes |

|                                     |       | Penalidades                     |  |
| Daniele Manuela Flávia Camila Belém | 2 – 4 | Ingrid Liamara Rafaele Thawanne |  |

| Sampaio C. | IAPE |

## Premiação
| Campeonato Maranhense Feminino de 2023 |
| São Luís                               |
| -------------------------------------- |
| IAPE Bicampeão (2.º título)            |

## Estatísticas

### Artilharia
| Pos. | Jogadora  | Clube          | Gols |
| ---- | --------- | -------------- | ---- |
| 1    | Jaqueline | Sampaio Corrêa | 9    |
| 1    | Joicy     | Sampaio Corrêa | 9    |
| 3    | Liamara   | IAPE           | 7    |
| 3    | Thawanne  | IAPE           | 7    |
| 5    | Bia       | Sampaio Corrêa | 6    |
| 6    | Manuela   | Sampaio Corrêa | 5    |
| 6    | Franciele | Sampaio Corrêa | 5    |
| 8    | Aline     | Sampaio Corrêa | 4    |
| 8    | Ingrid    | IAPE           | 4    |
| 10   | Tamires   | CEFAMA         | 3    |
| 10   | Olivia    | Pinheiro       | 3    |
| 10   | Evila     | Pinheiro       | 3    |
| 13   | Denize    | Sampaio Corrêa | 2    |
| 13   | Edivania  | Expressinho    | 2    |
| 13   | Thaisa    | IAPE           | 2    |

### Hat-trick
Estes foram os hat-tricks do Campeonato Maranhense de Futebol feminino de 2023:
|   | Jogadora  | Gols          | Mandante       | Placar | Visitante   | Data           | Etapa     | Ref.  |
| - | --------- | ------------- | -------------- | ------ | ----------- | -------------- | --------- | ----- |
| 1 | Manuela   | 54', 62', 89' | Sampaio Corrêa | 12 – 0 | Expressinho | 26 de agosto   | 1ª rodada | [ 4 ] |
| 2 | Jaqueline | 15', 37', 76' | Sampaio Corrêa | 8 – 1  | CEFAMA      | 23 de setembro | 4ª rodada | [ 5 ] |
| 3 | Thawanne  | 13', 33', 51' | IAPE           | 5 – 1  | CEFAMA      | 29 de outubro  | 6ª rodada | [ 6 ] |

### Reporker
Este foi o único reporker iformado e oficial do Campeonato Maranhense de Futebol feminino de 2023:
|   | Jogadora | Gols                     | Mandante | Placar | Visitante   | Data           | Etapa     | Ref.  |
| - | -------- | ------------------------ | -------- | ------ | ----------- | -------------- | --------- | ----- |
| 1 | Liamara  | 4', 20', 46', 60', 90+1' | IAPE     | 11 – 2 | Expressinho | 24 de setembro | 4ª rodada | [ 7 ] |